# Lycosa serranoa
Lycosa serranoa är en spindelart som beskrevs av Albert Tullgren 1901. Lycosa serranoa ingår i släktet Lycosa och familjen vargspindlar. Inga underarter finns listade i Catalogue of Life.